# Justicia retributiva
Justicia retributiva  o retribucionismo es una teoría de la justicia —y más en concreto una teoría de la pena— que sostiene que la retribución proporcional es una respuesta moralmente aceptable a la falta o crimen, independientemente de que esta medida produzca o no beneficios y/o perjuicios tangibles. También puede definirse, en sentido negativo, como la imposibilidad de aplicar una pena si no ha existido la infracción o crimen en primer lugar (conocido como Principio de Retributividad o por su cita en latín: Nulla poena sine crimine)
La justicia y derecho, el principio de proporcionalidad de la pena (en inglés expresado en la máxima Let the punishment fit the crime) afirma que la severidad de la pena debe ser razonable y proporcional a la gravedad de la infracción. El concepto está presente en la mayoría de las culturas del mundo. Por ejemplo, en la ley de Moisés, específicamente dentro del Deuteronomio 19:17-21, que mide tal retribución de «vida por vida, ojo por ojo, diente por diente, mano por mano, pie por pie» (en suma, «medida por medida», «measure to measure and so on»). Sin embargo, el principio de proporcionalidad de la pena no necesariamente exige que el cumplimiento sea equivalente a la falta, como en la anterior ley del talión. 
Los filósofos del derecho penal han contrastado el retribucionismo con el utilitarismo. Para los utilitaristas, la pena tiene una finalidad teleológica, justificada por su capacidad para alcanzar beneficios futuros, por ejemplo la reducción de los índices de criminalidad, o prevencionismo. Para los retribucionistas, en cambio, la pena tiene un carácter retrospectivo, acorde con la conducta criminal del pasado en la retribución, y estrictamente destinado a sancionar de acuerdo con la gravedad de dicha conducta. La gravedad de la conducta criminal puede distinguir, según los retribucionistas, por el nivel de daño causado, la cantidad de ventaja injustamente adquirida o por el «desequilibrio moral» provocado bajo el sustento de que se ha cometido un crimen".

## Subtipos
Existen dos exclases de justicia retributiva:
- La versión clásica que afirma que la medida retributiva debe ser proporcional a la cantidad del daño causado por la ofensa.
- Una versión más reciente, reemplaza la idea anterior con la afirmación de que la medida retributiva deba ser proporcional a la cantidad de ventaja injusta obtenida por el criminal.

## Principales representantes
La teoría retributiva se desarrolla a partir de la obra de dos pensadores e idealistas alemanes, Immanuel Kant y Friedrich Hegel. Debe procurar evitarse confundir las posturas de uno y otro, así como creer que el retribucionismo es una corriente limitada a una sola premisa. Por el contrario, existen algunas diferencias substanciales entre los diferentes autores adscritos a la teoría retributiva.

### Immanuel Kant
Kant parte de la Justicia como un valor absoluto. Se trata, entonces, de lo que él denomina "imperativo categórico", una suerte de prescripción que debe ser respetada sea cual sea el coste. La solidez de la postura de Kant se hace evidente cuando afirma que sería preferible la desaparición de la sociedad civil antes que tolerar una injusticia (en el conocido ejemplo de la isla).
En este sentido, la pena no debe cumplir ninguna finalidad distinta a la de restablecer la justicia, quebrantada con la violación de la ley. El hombre no debe ser instrumentalizado, es decir, no puede ser empleado como un medio para alcanzar un fin (como lo haría, por ejemplo, la prevención general o especial).
Algunos autores han objetado que la sociedad actual no puede guiarse por fundamentos de naturaleza estrictamente metafísica, carentes de toda base lógica o empírica.

### Friedrich Hegel
En la teoría de Hegel se da un gran valor a la dignidad de las personas. Sería un atentado a la dignidad no castigar a quien ha decidido delinquir en uso de su libre albedrío.
Según Hegel, al quebrantar la ley se está creando un desbalance negativo. La pena, entonces, serviría para restablecer el Derecho, vulnerado por la infracción. Su teoría, por tanto, podría ser resumida de la siguiente forma: la pena es la negación de la negación. A este respecto, se ha criticado que un negativo más un negativo resulta en un negativo aún mayor, no en un valor neutral: si a un mal se le agrega un mal adicional, no se restablece el Derecho, tan solo se agranda el mal de la primera infracción.
Lo más curioso de la postura de Hegel es que podría parecer que abraza concepciones preventivo-generales, lo cual estaría totalmente alejado de la esencia del retribucionismo. Así, la obra de este pensador indicaría que la pena sirve a la finalidad de reprochar moralmente la conducta infractora. Se ha tratado de razonar que ello sí puede incluirse en la teoría retributiva, aunque no existe una aceptación unánime en el campo doctrinal.